# Christos Orkas
Christos Orkas (* 25. August 1965 in Herne) ist ein deutscher Fußballtrainer und ehemaliger Fußballspieler griechischer Abstammung.

## Werdegang
Der Mittelfeldspieler Orkas begann seine Karriere in der Jugend des SV Sodingen. Ab 1985 gehörte er zum Kader des Zweitligisten SC Fortuna Köln. Mit den Kölnern erreichte Orkas in der Saison 1985/86 den dritten Platz und scheiterte dann in der Relegation an Borussia Dortmund. Ein Jahr später nahm Orkas die deutsche Staatsbürgerschaft an, nachdem die Fortuna mit Anthony Baffoe einen dritten Ausländer verpflichtete. Im Sommer 1988 wechselte Orkas zum griechischen Erstligisten Iraklis Thessaloniki, kehrte aber schon nach einem halben Jahr nach Deutschland zurück und schloss sich dem Oberligisten Preußen Münster an.
Mit Münster wurde Orkas Meister der Oberliga Westfalen, bevor die Mannschaft sich in der folgenden Aufstiegsrunde zur 2. Bundesliga gemeinsam mit dem MSV Duisburg durchsetzte. Anschließend wechselte Orkas zum Zweitligisten Hannover 96, wo er allerdings nicht regelmäßig zum Zuge kam. Nach nur einem Jahr ging Orkas im Sommer 1990 zum Oberligisten Arminia Bielefeld, bevor er ein Jahr später nach Münster zurückkehrte. Mit den Preußen wurde Orkas 1992 und 1993 erneut Oberligameister, allerdings scheiterte seine Mannschaft beide Male in der Aufstiegsrunde.
Im Sommer 1993 folgte für Orkas der Wechsel zum SC Verl, mit dem er sich in der folgenden Spielzeit für die neu geschaffene Regionalliga West/Südwest qualifizierte. 1995 ging er zum Oberligaaufsteiger TuS Ahlen und schaffte mit der Mannschaft den Durchmarsch in die Regionalliga. Anschließend spielte Orkas noch jeweils ein Jahr für Alemannia Aachen und LR Ahlen, ehe er im Jahre 1998 seine Karriere nach einem Kreuzbandriss beenden musste. Seitdem arbeitet Orkas als Scout für den VfL Bochum.